# Sobór Świętych Piotra i Pawła w Tomsku
Sobór Świętych Piotra i Pawła – prawosławny sobór w Tomsku, w jurysdykcji eparchii tomskiej Rosyjskiego Kościoła Prawosławnego. 
Budowę świątyni rozpoczęto w 1909, uroczystościom położenia kamienia węgielnego przewodniczył biskup tomski Makary. Wznoszenie soboru było finansowane przez władze miejskie oraz z dobrowolnych ofiar wiernych. Gotową cerkiew poświęcił 18 grudnia 1911 biskup pomocniczy eparchii tomskiej Innocenty. W latach 20. XX wieku obiekt przejęła parafia Żywej Cerkwi, zaś w 1940 świątynia została odebrana wiernym i zaadaptowana na magazyn. Z jej pierwotnego wyposażenia przetrwała jedynie niewielka kopia ikony Matki Bożej „Znak”. Władze radzieckie zwróciły obiekt Rosyjskiemu Kościołowi Prawosławnego w 1944.
Sobór jest budowlą sześciokopułową. Jego kopuły pierwotnie malowane były na niebiesko, w złote gwiazdy. W świątyni działają trzy ołtarze: główny Świętych Piotra i Pawła oraz boczne – Odnalezienia Głowy św. Jana Chrzciciela i Narodzenia Matki Bożej. Szczególną czcią otaczana jest ikona św. Mikołaja w bocznym kiocie. Według Cerkwi w 1985, po wybuchu pożaru w soborze, przed wizerunkiem tym płomienie w niewytłumaczalny sposób zatrzymały się.